# Popoluca de la Sierra

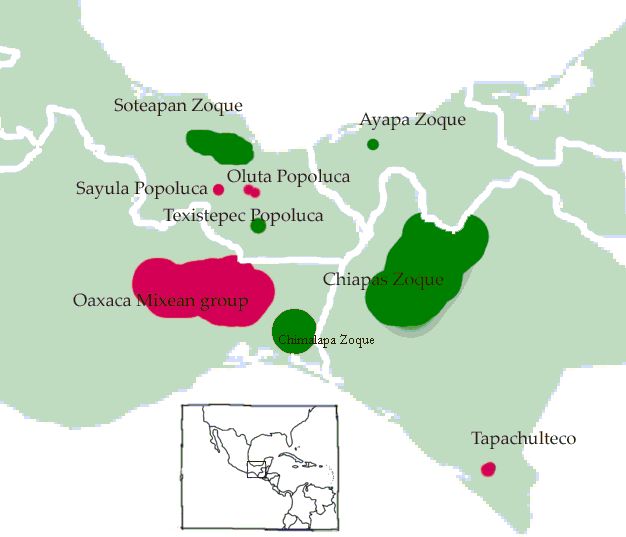
En verd, les llengües zoque de la família mixezoque

El popoluca de la Sierra o Popoluca de Soteapan és una llengua zoque, una llengua de la família de les llengües mixezoque. És parlat per 28.194 (INALI 2008, basat en INEGI 2000, 2005) indígenes popoluques al voltant de la vila de Soteapan a la Sierra de Los Tuxtlas al sud de l'estat de Veracruz, Mèxic. Els parlants anomenen llur llengua Nundajɨɨyi que vol dir "parla veritable", i a ells mateixos Nundajɨypappɨc.

## Distribució
El Popoluca de la Sierra és parlat a les municipalitats següents als turons meridionals de Sierra de los Tuxtlas (de Jong Boudreault 2009).
- Soteapan
- Tatahuicapan
- Hueyapan de Ocampo
- Benito Juárez

La llengua també és parlada a les viles de San Pedro Soteapan, La Piedra Labrada, i Santa Rosa Cintepec. També es parla nàhuatl istmeny als voltants de Mecayapan, Tatahuicapan de Juárez, i Pajapan, i ha influenciat força el popoluca de la Sierra.

## Fonologia
|             |             | Bilabial | Bilabial | Alveolar | Alveolar | Alveolo-Palatal | Alveolo-Palatal | Palatal | Palatal | Velar | Velar | Glotal | Glotal |
| ----------- | ----------- | -------- | -------- | -------- | -------- | --------------- | --------------- | ------- | ------- | ----- | ----- | ------ | ------ |
| Oclusives   | Oclusives   | b, p     | b, p     | d, t     | d, t     | ɟ, c            | ɟ, c            | ts      | ts      | ɡ, k  | ɡ, k  | ʔ      | ʔ      |
| Fricatives  | Fricatives  |          |          | s        | s        | ʃ               | ʃ               |         |         |       |       | h      | h      |
| Nasals      | Nasals      | m        | m        | n        | n        | ɲ               | ɲ               |         |         | ŋ     | ŋ     |        |        |
| Aproximants | Aproximants | w        | w        |          |          | j               | j               |         |         |       |       |        |        |

## Gramàtica
El popoluca de la Sierra és una llengua ergativa, aglutinant i polisintètica (de Jong Boudreault 2009).